# Flieger-Oberstingenieur
Flieger-Oberstingenieur (dobesedno nemško Letalski-Višji inženir; okrajšava: Fl Obst Ing) je bil častniški čin za pripadnika Inženirskega korpusa Luftwaffe (Ingenieurkorps der Luftwaffe), ki je bil v uporabi med letoma 1935 in 1940. Ustrezal je činu polkovnika (v preostali Luftwaffe in Heeru).
Nadrejen je bil činu Flieger-Oberstabsingenieurja in podrejen činu Flieger-Generalingenieurja.

## Oznaka čina
Oznaka čina, ki je bila enaka kot za preostale, razen da je bila podlaga roza barve, je bila sestavljena iz:
- naovratna oznaka čina je bila sestavljena iz: velikega hrastovega venca, znotraj katerega so se nahajali trije pari stiliziranih kril; barva podlage se je raziskovala glede na rod oz. službo;
- naramenska oznaka čina je bila sestavljena iz štirih prepletenih vrvic in dveh zvezdic, pri čemer se je barva obrobne vrvice različna glede na rod oz. službo;
- narokavna oznaka čina (na zgornjem delu rokava) za bojno uniformo je bila sestavljena iz dveh belih črt, nad katerima so se nahajali trije pari belih stiliziranih kril na modri podlagi.

Galerija
- Naovratna oznaka čina
- Osnovna naramenska oznaka čina
- Narokavna oznaka čina